# 1942 RH
1942 RH är en asteroid i huvudbältet som upptäcktes den 5 september 1942 av okänd astronom vid Storheikkilä observatorium. Då den tappades bort några dagar efter upptäckten, har den inte tilldelats ett löpnummer.